# LAN-Chile-Flug 1069
Der LAN-Chile-Flug 1069 (Flugnummer IATA: LA1069, ICAO: LAN1069) war ein Inlandscharterflug der LAN Chile von Punta Arenas nach Puerto Williams in Feuerland. Am 20. Februar 1991 ereignete sich auf diesem Flug ein schwerer Zwischenfall, als die eingesetzte BAe 146-200A in Puerto Williams das Landebahnende überrollte und in den Beagle-Kanal fiel. Bei dem Unfall kamen 20 Menschen ums Leben, 52 überlebten.

## Flugzeug
Bei dem verunglückten Flugzeug handelte es sich um eine BAe 146-200A aus britischer Produktion. Die Maschine wurde im Werk von British Aerospace am Werksflugplatz Woodford, Metropolitan Borough of Stockport, endmontiert. Das Flugzeug trug die Werknummer E2061. Die Maschine hatte am 26. August 1986 mit dem Testkennzeichen G-OHAP ihren Erstflug absolviert. Anschließend wurde sie im September 1986 kurzzeitig als G-5-061 auf den Hersteller zugelassen. Im gleichen Monat folgte die Auslieferung an die Presidential Airlines. Die Maschine erhielt das Luftfahrzeugkennzeichen N493XV. Im März 1990 ging die Maschine an die LAN Chile, wo sie mit dem Kennzeichen CC-CET in Betrieb ging. Das vierstrahlige Kurzstreckenflugzeug war mit Triebwerken des Typs Lycoming ALF502R-5 ausgestattet.
Die BAe 146 ist ein strahlgetriebenes Flugzeug, das speziell für den Betrieb auf Flughäfen mit kurzen Landebahnen entworfen wurde. Mit ihren vier Triebwerken ist sie für flache Landungen ausgelegt, bei denen Bug- und Hauptfahrwerk gleichzeitig auf der Landebahn aufkommen. Die Maschine hat leistungsstarke Rad- und Luftbremsen mit großflächigen Störklappen, um den Auftrieb direkt nach dem Aufsetzen zu beenden. Die Maschinen verfügen nicht über eine Schubumkehr.
Das Flugzeug war eine von drei BAe 146, die zu diesem Zeitpunkt bei LAN Chile im Betrieb waren (die beiden anderen Maschinen waren CC-CEJ und CC-CEN).

## Passagiere und Besatzung
Bei dem Flug handelte es sich um einen Charterflug der LAN Chile. Die Passagiere an Bord waren größtenteils europäische und amerikanische Touristen. Diese sollten von Puerto Williams per Schiff Richtung Antarktis weiterreisen. Das Schiff mit dem die Reise angetreten werden sollte, die Society Explorer, war zu diesem Zeitpunkt am Hauptanleger in Puerto Williams angedockt. An Bord der BAe 146 befanden sich 66 Passagiere, die sechsköpfige Besatzung bestand aus einem Flugkapitän, einem Ersten Offizier und vier Flugbegleitern.

## Unfallhergang
Der Flug startete um 14:51 Uhr vom Flughafen in Punta Arenas und verlief bis zum Anflug auf Puerto Williams ohne besondere Vorkommnisse. Um 15:15 Uhr erhielten die Piloten die Freigabe, einen am Drehfunkfeuer ausgerichteten Anflug auf Bahn 26 vorzunehmen. Es herrschte zu diesem Zeitpunkt Rückenwind (Windrichtung 180 Grad) mit Windgeschwindigkeiten von rund vier Knoten. Kurz darauf übermittelte der Fluglotse eine Windgeschwindigkeit von 6 Knoten aus einem Winkel von 160 Grad. Der Kapitän entschied sich dann für einen Direktanflug auf Bahn 08, was von der Flugsicherung bestätigt wurde.
Das Flugzeug setzte entsprechend dem Flugplan um 15:24 Uhr auf der Landebahn in Puerto Williams auf. Der Punkt des Aufsetzens befand sich 427 Meter hinter der Landebahnschwelle der 1440 Meter langen Landebahn. Die Geschwindigkeit beim Aufsetzen betrug 112 Knoten (ca. 207 km/h), die anvisierte Landegeschwindigkeit hätte 103 Knoten (ca. 189 km/h) betragen. Die Maschine rollte die abschüssige Landebahn 08 entlang, überrollte deren Ende und stürzte in den Beagle-Kanal. Beim Verlassen der Landebahn und dem Rollen über den Strand brach das Triebwerk Nr. 2 ab.

## Bergung und Rettung
Im Wasser versank zunächst der Bug der Maschine. Passagiere, die sich aus dem Flugzeug retten konnten, stiegen auf die Flügel und die Rumpfoberseite, um von dort gerettet zu werden.
Mitarbeiter der chilenischen Marine, der Society Explorer, des Flughafens sowie Einwohner der Stadt Puerto Williams kamen zu Hilfe. Die Rettung der Passagiere erfolgte mit Zodiac-Booten der chilenischen Marine und der Society Explorer, die als erste bei der Maschine ankamen. Schließlich kam noch ein Marine-Patrouillenboot hinzu. Mithilfe der Boote konnten 53 Menschen lebend geborgen werden. Die bei dem Unfall getöteten 20 Personen waren allesamt US-amerikanische Touristen.
Als Unfallursache wurden das späte Aufsetzen auf einer abschüssigen Piste bei Aquaplaning und Eisbildung auf der Landebahnoberfläche festgestellt. Das Flugzeug war allgemein jedoch für diese Art von Flügen geeignet, sowohl für kürzere Landebahnen als auch für Strecken mit Eis. Tatsächlich wird dieser Flugzeugtyp noch heute für Reisen in die Antarktis eingesetzt.